# Моншан (Канталь)
Монша́н (фр. и окс. Montchamp) — коммуна во Франции, находится в регионе Овернь. Департамент — Канталь. Входит в состав кантона Сен-Флур-Нор. Округ коммуны — Сен-Флур.
Код INSEE коммуны — 15130.
Коммуна расположена приблизительно в 430 км к югу от Парижа, в 80 км южнее Клермон-Феррана, в 65 км к востоку от Орийака.

## Население
Население коммуны на 2008 год составляло 132 человека.
| 1962 | 1968 | 1975 | 1982 | 1990 | 1999 | 2008 |
| ---- | ---- | ---- | ---- | ---- | ---- | ---- |
| 185  | 213  | 168  | 153  | 147  | 124  | 132  |

## Администрация
| Период | Период | Фамилия       | Партия | Примечания |
| ------ | ------ | ------------- | ------ | ---------- |
| 2001   | 2008   | Ален Миссонье |        |            |
| 2008   |        | Кристиан Дево |        |            |

## Экономика

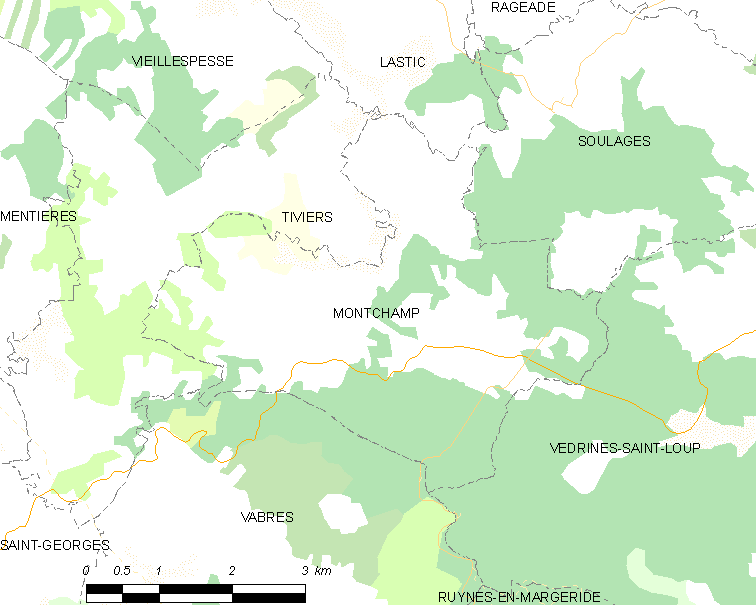
Карта коммуны

В 2007 году среди 77 человек в трудоспособном возрасте (15—64 лет) 63 были экономически активными, 14 — неактивными (показатель активности — 81,8 %, в 1999 году было 65,8 %). Из 63 активных работали 59 человек (36 мужчин и 23 женщины), безработных было 4 (3 мужчин и 1 женщина). Среди 14 неактивных 3 человека были учениками или студентами, 3 — пенсионерами, 8 были неактивными по другим причинам.